# Daniel Friedrich Gambs

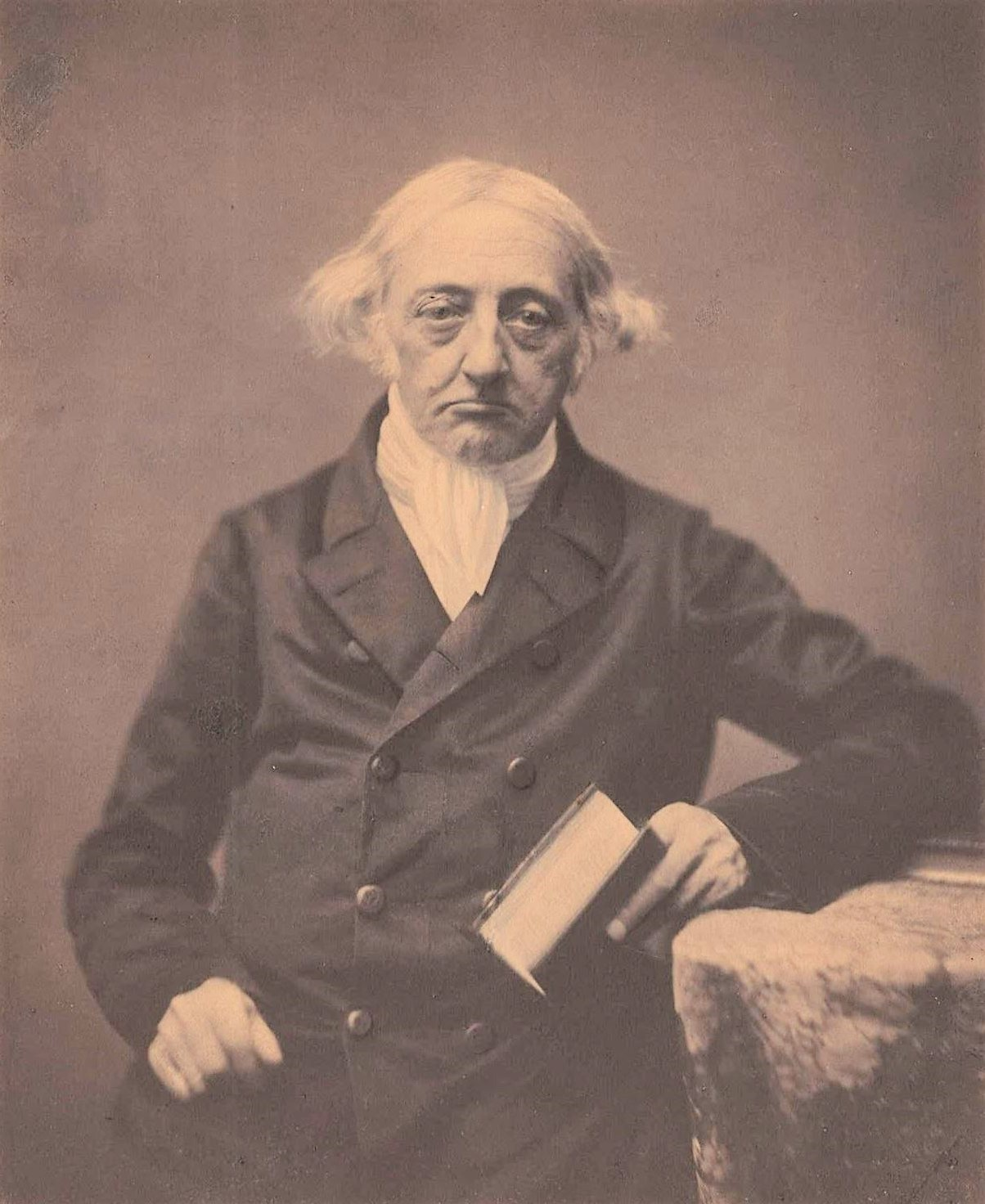
Daniel Friedrich Gambs

Daniel Friedrich Gambs (* 1. September 1787 in Herrnhut; † 25. August 1854 in Niesky) war ein Theologe und Bischof der Evangelischen Brüder-Unität.

## Leben
Gambs wurde als Sohn von Daniel Andreas Gambs (* 23. Mai 1730 in Straßburg; † 12. März 1796 in Herrnhut) und Susanna Jeanne Julie Gambs, geb. Crousaz-Prélaz (* 6. Oktober 1748 in Lausanne; † 14. August 1788 in Herrnhut) in Herrnhut geboren. Sein Vater war dort seit 1773 einer Direktoren des Handlungsunternehmens Abraham Dürninger und ab 1775 einer der Vorsteher der Herrnhuter Gemeinde. Seine Mutter hatte seit 1770 Kontakt zur Sozietät der Brüdergemeine in Genf und war ab 1775 Mitglied der Brüdergemeine in Gnadenfrei, wo sie für die Familie von Pfeil als Gouvernante arbeitete. 1781 heirateten die Eltern in Herrnhut.
Gambs durchlief die Bildungsanstalten der Brüder-Unität: Knabenanstalt in Niesky (1793–1800), Pädagogium in Barby (1800–1805), Theologisches Seminar der Brüdergemeine in  Niesky (1805–1808). Seine erste Anstellung erhielt er anschließend als Lehrer im nunmehr nach Niesky umgezogenen Pädagogium, es folgte ab 1812 eine Lehrtätigkeit am Theologischen Seminar.
Nach seiner Ordination im August 1818 heiratete er am 5. Oktober 1818 in Herrnhut Dorothea Stähelin (* 9. August 1791 in Basel; † 16. September 1877 in Herrnhut) und wurde zunächst für 11 Monate Prediger und Inspektor der Schulen in der Brüdergemeine in Gnadenfrei. Es folgten weitere Anstellungen als Gemeinhelfer (Pfarrer), Prediger und Schulinspektor in verschiedenen Gemeinden der Brüder-Unität: 1819–1822 in Kleinwelka, 1822–1832 in Ebersdorf, 1832–1848 in Neuwied.
Auf der Generalsynode der Brüder-Unität im Jahr 1836 wurde er zum Bischof gewählt und am 5. September 1836 von Bischof Peter Friedrich Curie in Herrnhut ordiniert. 
Im Jahr 1848 wurde er schließlich Gemeinhelfer (Pfarrer) der Brüdergemeine in Niesky, wo er 1854, noch im Dienst stehend, verstarb.
Seine Frau und er hinterließen keine Kinder.